# Robert von Ketton
Robert von Ketton (latinisiert: Robertus Ketenensis; * 1110 ?; † 1160 ?) war ein englischer mittelalterlicher Theologe, Astronom und Arabist.

## Leben
Ketton, wo Robert entweder geboren wurde oder seine ersten Gelübde ablegte, ist ein kleines Dorf in Rutland, einige Meilen von Stamford entfernt.
Man nimmt an, dass Robert in der Domschule von Paris ausgebildet wurde.
1134 reiste er mit seinem Freund und Kommilitonen Hermann von Carinthia, auch bekannt als Herman Dalmatin, in den Nahen Osten. Sie besuchten das Byzantinische Reich, die Kreuzfahrerstaaten in Palästina und Damaskus. Das war die Grundlage für ihre spätere Berühmtheit als Arabisten.
1141 befand sich Robert in Spanien, dessen Trennung in einen christlichen und einen muslimischen Teil es zu einer natürlichen Basis für Übersetzer machte. Einige Quellen identifizieren ihn mit Robert von Chester, der zur gleichen Zeit als Übersetzer in Spanien wirkte.
Obwohl von der Kirche unterstützt – er wurde Erzdiakon von Pamplona – widmete sich Robert eher der Übersetzung naturwissenschaftlicher und mathematischer als theologischer Texte. Es ist bekannt, dass er auch den Euklid studierte und Werke von Al-Battānī übersetzte.
Berühmt wurde er für seine Übersetzung des Korans, zu der ihn der cluniazensische Abt Petrus Venerabilis anregte, als dieser 1142 persönlich nach Spanien gekommen war. Die Übersetzung war 1143 vollendet und erschien unter dem Titel Lex Mahumet pseudoprophete („Das Gesetz des Lügenpropheten Mohammed“). Sie blieb bis ins 16. Jahrhundert Hauptbezugspunkt abendländischer Islamstudien.
Die letzte Erwähnung Roberts betrifft seine Ernennung zum Kanoniker in Tudela 1157.